# Evangelische Kirche (Rhina)

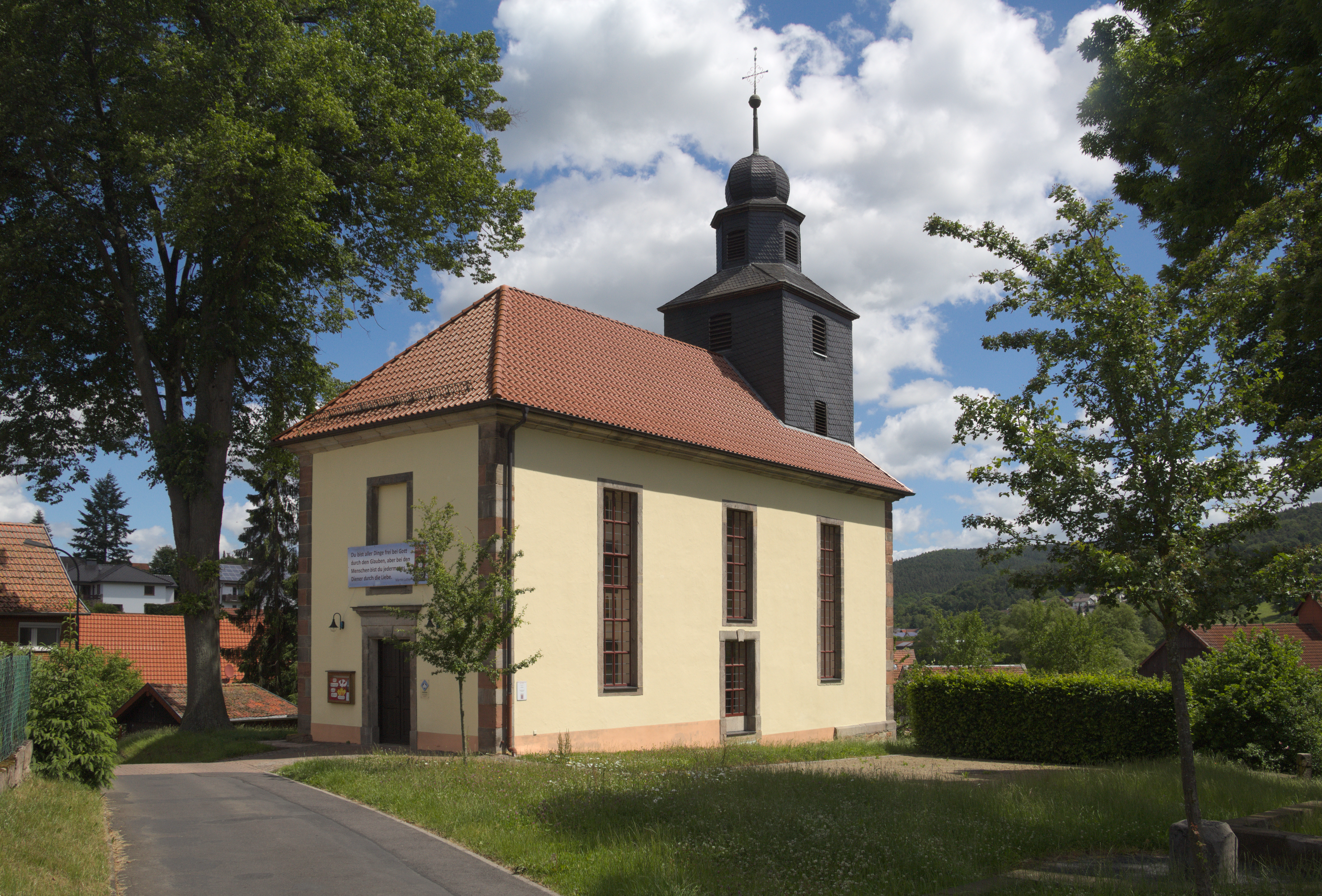
Evangelische Kirche (Rhina)

Die evangelische Kirche Rhina ist ein denkmalgeschütztes Kirchengebäude, das in Rhina steht, einem Ortsteil der Marktgemeinde Haunetal im Landkreis Hersfeld-Rotenburg (Hessen). Die Kirche gehört zu Kirchengemeinde Wehrda-Rhina im Kirchenkreis Hersfeld-Rotenburg im Sprengel Hanau-Hersfeld der Evangelischen Kirche von Kurhessen-Waldeck. Sie steht als Kulturdenkmal unter Denkmalschutz.

## Beschreibung
Die klassizistische Saalkirche wurde 1814 unter Verwendung des Mauerwerks des romanischen Vorgängers erbaut. Aus dem Walmdach, das sich über dem Kirchenschiff und dem Chor im Osten erstreckt, erhebt sich über dem Chor ein quadratischer, schiefergedeckter Dachreiter mit einem achteckigen Aufsatz, der den Glockenstuhl mit einer Kirchenglocke des Vorgängerbaus aus dem 14. Jahrhundert beherbergt. Darauf sitzt eine kugelförmige Haube. 
Der Innenraum hat zweigeschossige Emporen an drei Seiten. Zentral an der Ostwand findet sich ein Fenster mit einer Glasmalerei, die von der Glashütte Süßmuth im Jahr 1949 angefertigt wurde. Die Kanzel steht hinter dem Altar. Zwei Grabsteine der früheren Herren von Trümbach stammen aus dem 16. Jahrhundert. Die erste Orgel mit zehn Registern, einem Manual und Pedal wurde um 1820 von Georg Ziese gebaut. Sie wurde 1954 durch eine Orgel mit acht Registern, zwei Manualen und Pedal der Werner Bosch Orgelbau ersetzt. Die Kirche ist 2014 aufwendig restauriert worden, wobei auch die bauzeitliche Deckenmalerei freigelegt worden ist.